# Avenida Octavio Pinto
La Avenida Octavio Pinto, es una importante arteria del centro-oeste de la ciudad de Córdoba, Argentina.
La avenida lleva el nombre en referencia al escritor y pintor cordobés Octavio Pinto, quien nació en la localidad de Villa del Totoral, al norte de la provincia.
Tiene una longitud de 2300 metros y corre en sentido sureste - noroeste con doble sentido de circulación. Su origen (700) se encuentra sobre la intersección con calle Enrique Tornu y la punta final (3100) sobre el nudo que genera la intersección con las Avenida Rafael Núñez, Avenida Sagrada Familia y Avenida Fernando Fader.  Mediante el puente La Tablada, cruza el río Suquía.

## Transporte público en la Avenida
En esta avenida circulan numerosas líneas de colectivos. Los del corredor naranja no circulan más de 300 metros ya que antes de finalizar la arteria, se une a ella la avenida Emilio Caraffa, derivando al tránsito por la alternativa de la avenida Castro Barros, salvo la línea N5 que ingresa por Puente La Tablada y se mete a barrio Bajo Palermo por una calle interna. Las líneas D1 y T1 también toman avenida Caraffa.
| Corredor | Líneas                                    |
| -------- | ----------------------------------------- |
|          | - N* - N1* - N2* - N3* - N4* - N5* - N11* |
|          | - T - T1*                                 |
|          | - D1*                                     |

(*) Recorridos menor a 300 metros sobre la arteria